# بيتر ماكدونالد (لاعب اتحاد الرغبي)
بيتر ماكدونالد (بالإنجليزية: Angus Macdonald)‏ هو لاعب اتحاد الرغبي نيوزيلندي، ولد في 12 يناير 1981 في وانغاري في نيوزيلندا.

## وصلات خارجية
- بيتر ماكدونالد عل موقع إسبنسكروم (الإنجليزية)
- بيتر ماكدونالد على موقع ItsRugby.co.uk (الإنجليزية)